# Herbert Stoyan
Herbert Stoyan (* 1943 in Waldheim) ist ein deutscher Informatiker. Er war bis 2008 Professor an der Universität Erlangen-Nürnberg. Stoyan befasst sich mit Methoden und Problemen der Künstlichen Intelligenz (Lisp-Programmierung) sowie Wissensmanagement.
Stoyan wurde 1970 an der Technischen Universität Dresden mit einem Thema über philosophische Probleme der Wahrscheinlichkeitstheorie zum Dr. rer. nat. promoviert. Von 1974 bis 1980 war er dort Assistent. 1981 gelangte er an die Universität Erlangen-Nürnberg, wo er sich 1984 habilitierte. 1986 erhielt er eine Professur an der Universität Konstanz. 1989/90 war er vorübergehend an der TH Darmstadt, bis er einen Ruf nach Erlangen erhielt.
Herbert Stoyans Bruder Gisbert Stoyan war Hochschullehrer und Mathematiker, ebenso wie sein Bruder Dietrich Stoyan. Sein Sohn Ronald Stoyan ist Publizist. Stoyan befasst sich auch mit Genealogie und betreibt mit WW-Person eine quellenbasierte genealogische Online-Datenbank zum höheren europäischen Adel.

## Schriften
- Programmiermethoden der Künstlichen Intelligenz. 2 Bände, Springer Verlag 1988.
- mit Günther Görz: LISP - eine Einführung in die Programmierung. Springer Verlag, 1984, 1986.
- LISP: Anwendungsgebiete, Grundbegriffe, Geschichte. Akademie Verlag 1980.
- LISP-Programmierhandbuch: Eine Sprache für die nichtnumerische Informationsverarbeitung. Akademie Verlag 1978.
- mit Hartmut Wedekind (Hrsg.): Objektorientierte Hardware- und Software-Architekturen. Teubner, Stuttgart 1983 (2. Tagung ACM -German Chapter, Berlin 1983).
- als Hrsg.: Erklärung im Gespräch, Erklärung im Mensch-Maschine-Dialog: Proceedings. Springer Verlag 1992 (Symposium, TH Darmstadt 1989).